# Paulo Ponte
Paulo Jorge Rodrigues Meneses da Ponte, conhecido por Paulo Ponte (Porto, 24 de agosto de 1969) é um Artista Plástico  português, tendo desenvolvido durante mais de 20 anos actividades ligadas à Comunicação Visual, desde o Design Gráfico à fotografia.

Através da pintura  desenvolve uma linguagem cromática, na qual expressa paixões e temas, dando especial destaque à Música e à Filosofia. A sua obra assenta num caminho flexível, que inicia na partilha e exteriorização de emoções até à visualização, leitura e interpretação do observador.

## Biografia
Nasceu no Porto, em Agosto de 1969. Ainda muito cedo a expressão artística exerceu um grande fascínio na sua vida, desde os milhares de folhas que consumia com riscos e cores, os "Legos" com as suas infinitas construções, a fotografia com a Olympus do pai, até ao primeiro "Mac" que teve contacto, abrindo-se, assim, um novo mundo digital.

A música estaria sempre presente, fazendo com que as mesadas fossem gastas em vínil, em concertos e tenta-se ao piano em duas fases distintas da sua vida. Mas seriam as artes visuais a ganhar terreno, tendo estudado na Escola de Artes Decorativas Soares dos Reis e sendo formado em Comunicação Visual, na área de Design Gráfico, pela Escola Superior de Artes e Design (ESAD).

A par dos estudos, desenvolve actividades profissionais ligadas à Fotografia, ao Desenho Técnico e de Arquitectura, à Publicidade e ao Design Gráfico.

Após os departamentos de Imagem e Marketing na Sonae, a música ganha forma e palco em 1994 com o Hard Club - Centro de Animação Cultural. Apaixonado desde início pelo projecto, desenvolve a identidade corporativa e fortifica o conceito, tornando-se sócio fundador, acumulando a função de Director de Comunicação, Relações Públicas e Institucionais.

Em 1998, cria a empresa de Comunicação e Design, Control S, a qual se destaca pela forma inovadora de se apresentar, ganhando e desenvolvendo os mais variados projectos de comunicação. Em 2006 a empresa muda para instalações projectadas com a sua assinatura.

Em 2007, volta à música e ao Hard Club no Mercado Ferreira Borges, projecto no qual tem o cargo de Director de Relações Institucionais, Marca e Comunicação, acumulando, a estratégia e desenvolvimento da programação cultural. Em três anos de envolvimento é conquistado o Concurso Público da C.M.Porto de Concessão do Mercado Ferreira Borges, a Declaração de Interesse Cultural, a Declaração de Interesse Turístico, o Sistema de Incentivo QREN de Inovação Produtiva e o Prémio Nacional das Indústrias Criativas.

Em 2012, desenvolve a VPorto - Guia Oficial da cidade do Porto, para dispositivos móveis.

Neste projecto junta várias áreas, desde o Design, a Fotografia e as novas tecnologias digitais. O projecto ganha notoriedade através das parcerias efectuadas com as entidades e organizações da cidade, sendo nomeado finalista do Prémio Nacional das Indústrias Criativas.

Em 2016, a enorme paixão pela música leva a uma das formas de expressão predilectas, a Pintura . É através da representação do seu compositor de eleição, Mozart, que dá início à colecção "Por Amor", na qual homenageia 10 compositores. O trabalho é desenvolvido com base em retratos, fotografias ou pinturas da época, sendo anexados os traços de carácter, factos da vida e obra, uma citação dos compositores, que alicerçam a forma de os sentir e representar. A colecção é apresentada na galeria Ap’Arte e na Casa da Música, no Porto.

A música volta a ser o tema na colecção "Sinestesia". “De que cor é a música?” é o ponto de partida para a materialização através da pintura , das sensações e estímulos criados por obras musicais. O processo desenvolvido alia o estudo das composições, o momento e os factos da vida dos compositores durante a sua escrita, mas principalmente, os sentimentos expressos, os quais são representados, mais do que de forma figurativa, por um jogo cromático. A colecção é apresentada, juntamente com a “Por Amor”, na sua primeira exposição individual, na galeria Ap’Arte, no porto, em 2018.

A comemoração dos 250 anos do nascimento de Ludwig van Beethoven, em 2020, deu origem à colecção "9LvB" e à interpretação das nove sinfonias que mudaram o percurso da composição e da sensibilidade musical. Numa linguagem disruptiva, as obras jogam com gráficos de som, com pinturas da época Clássica e Romântica, que evocam os temas e ambientes retratados ou evocados nas sinfonias.

A música e os seus heróis estão presentes em obras, como à pianista Maria João Pires, em “A Sublime”, ou Keith Richards, em “Keef”.

As homenagens alargam-se a outras áreas, onde são reflectidos temas que preenchem e marcam a sua vida, representando retribuições pelo prazer de viver, pela compreensão e valorização da Humanidade, mas, principalmente, pela Criatividade. É o significado de “O Rapaz de Bronze” a Sophia de Mello Breyner, ou de “Amadeo - o Futurista”, a Amadeo de Souza Cardoso.

A par da música, Paulo Ponte, tem como tema de eleição a Filosofia, expressando em linguagem figurativa e cromática, pensadores, filósofos e conceitos. Séneca, Sócrates, Rousseau e Voltaire, são representados pelos seus ideais, movimentos, pensamentos e filosofias.

A colecção “Pequeno Tratado das Grandes Virtudes” através de contrastes cromáticos, dá forma e torna visual virtudes, como a polidez ou o Amor, do livro homónimo do filósofo contemporâneo André Comte-Sponville. A colecção pretende contribuir para a reflexão e conhecimento de valores, ideias e ideais, fundamentais para a compreensão da humanidade, mas também, dos sentimentos em si.

Em 2019, Paulo Ponte é orador convidado para apresentar o seu percurso artístico no TEDx Matosinhos.

## Séries
| Opus Outubro 2024 São momentos de contemplação e reflexão que emergem do prazer natural e supremo do tempo. O prazer, fundamental para o ritmo da existência, é encontrado e manifestado na acção de criar através da pintura. A prática, mais do que uma experiência estética, oferece uma experiência emocional profunda, que se entrelaça com uma força impulsionadora e se torna vitalidade. Nesse delicado equilíbrio nasce a essência de uma experiência plena, significativa e gratificante, onde a apreciação consciente do momento presente transforma a relação com o mundo, revelando que a beleza também se encontra na arte de sentir. | Op. 10 \| Tinta acrílica em tela \| 40x40 cm                       |
| Paradise (isn’t) Lost Abril 2024 Quatro séculos separam John Milton da actualidade, mas a sua obra "Paraíso Perdido" continua a inspirar e a desafiar através de temas universais que ecoam na ética contemporânea. Somos conduzidos numa jornada intelectual e moral que transcende os tempos, colocando no centro a natureza humana e a sua intrínseca complexidade, sendo cuidadosamente explorada a ideia de sermos seres dotados de livre-arbítrio e capazes de fazer escolhas que moldam o nosso destino. A responsabilidade individual emerge como um fio condutor, lembrando-nos de que as nossas decisões têm sempre consequências. "Paraíso Perdido" oferece uma visão profunda sobre a humanidade, a liberdade de escolha, a responsabilidade individual e a busca da virtude apenas possível pelo bem. Estará o Paraíso perdido? | "A Criação" \| Tinta acrílica em tela \| 3x 150x100 cm             |
| It’s Only Rock ’n’ Roll, and I like it! Junho 2022 O ritmo estava lá e a sua energia era um chamamento com uma força irresistível que levava a primeira “semanada” a ser investida num disco. A partir daí, músicas, álbuns, bandas e concertos fizeram crescer a maravilhosa e gigante árvore do Rock com os seus inúmeros ramos. “It’s Only Rock ’n’ Roll, and I like it!” é a homenagem e tributo aos momentos únicos e inesquecíveis que definiram e marcaram o infinito percurso no mundo da Música. | "Ziggy Stardust" \| Tinta acrílica em tela \| 40x40 cm             |
| Pequeno Tratado das Grandes Virtudes Maio 2021 As virtudes são valores morais, são a nossa forma de ser e de agir humanamente, através de poderes específicos e de forças que actuam para além do instinto. O livro homónimo de André Comte-Sponville, com enorme impacto abriu novos horizontes, contribuindo para a reflexão e conhecimento de valores, ideias e ideais, fundamentais para compreensão da humanidade, mas também, dos sentimentos em si. | "A coragem" \| Tinta acrílica em tela \| 100x100 cm                |
| 9LvB Agosto 2020 A sua música espelha a crença no triunfo do espírito do indivíduo, ao sobrepor a expressão pessoal à forma tradicional, rompendo as bases do Classicismo e abrindo, desta forma, o caminho para o Romantismo. ”O resumo da sua obra é a liberdade, a liberdade política, a liberdade artística do indivíduo, a sua liberdade de escolha, de credo e a liberdade individual em todos os aspectos da vida". Beethoven compôs 398 obras, mas seriam as sinfonias o foco da sua energia, tornando-se o paradigma do género. | "A Primeira" \| Tinta acrílica em tela \| 100x100 cm               |
| Madame&Mademoiselle Novembro 2018 A beleza sempre foi um possível fim da arte, mas nunca suficiente para a definir ou para ser a razão da sua existência. A beleza está na fragilidade que é a sua força, na maravilhosa diferença que é a sua igualdade, a qual encaixa e completa formando um todo. | "Mademoiselle Clau" \| Tinta acrílica em tela \| 150x100 cm        |
| Sinestesia Outubro 2017 Do grego Synaísthesis, resulta de Syn (união), com Esthesia (sensação), significando a união de diferentes planos sensoriais. A Música é a mais sublime, nobre e criativa forma de expressão humana, capaz de transmitir e partilhar sentimentos, desde a raiva à saudade, da ira ao desejo, mas principalmente, do amor ao Amor. A colecção Sinestesia é a materialização através da pintura, das sensações e estímulos criados por obras musicais. | "Kyrie" \| Tinta acrílica em tela \| 180x140 cm                    |
| Expressões Junho 2020 O título da colecção revela a sua génese. São ideias, homenagens e sentimentos que surgem, entre colecções, com a urgência de expressão para ganharem corpo e serem partilhados. | "O Amor" \| Tinta acrílica em tela \| 169x169 cm                   |
| Por Amor Março 2016 Por Amor é o mote de homenagem a dez compositores, que através da sua música, glorificam o imenso prazer de viver. Com base em retratos, fotografias ou pinturas da época, foram anexados os traços de carácter, os factos da vida e obra, bem como, uma citação dos próprios, que alicerça a forma de os ouvir, sentir e exprimir. A colecção presta homenagem aos que de forma totalmente apaixonada dedicaram a vida à Música. | "Por Amor" \| Tinta acrílica em tela \| 150x100 cm                 |
| Philosophia Abril 2021 A filosofia é o amor ou a procura da sabedoria. É um caminho que implica esforço, uma aventura constante, que nos leva a pensar melhor para viver melhor. | "Os Devaneios de Rousseau" \| Tinta acrílica em tela \| 150x100 cm |
| Lucky Stripes Maio 2018 Podem ser vistos como pequenos campos de exercícios, onde são cultivadas, experimentadas e testadas novas técnicas que alimentam a aprendizagem, antecedendo a aplicação em novas ideias. | "Lucky Stripes III" \| Tinta acrílica em tela \| 40x40 cm          |
| Todas as Cores Dezembro 2017 Coleção de pequenas telas que seguem o propósito de primeiro contacto com as cores que dão vida às ideias. | "Todas as cores" \| Tinta acrílica em Papel Aguarela \| 32x48 cm   |

## Prémios
Finalista Prémio Nacional das Indústrias Criativas 2012, com o projecto VPorto.

1º Prémio Nacional das Indústrias Criativas 2009, com o projecto Hard Club.

## Exposições
2024

Colectiva 6a Edição Prémio Júlio Resende | 26 Outubro - 31 Dezembro

Individual Centro de Cultura e Congressos da Ordem dos Médicos, Porto | 17 a 31 Outubro

Individual Ap’Arte Galeria | 21 Setembro - 9 Novembro

2023

Colectiva 100x100 | Torres Novas | 9 setembro a 11 novembro 2023.

Individual M.Ou.Co. | 1 Julho a 31 Agosto

Individual Atmosfera m Lisboa | 1 Junho a 7 de Julho 

Colectiva Associação Cultural Macaréu | 3 a 28 Junho

2022

Individual Atmosfera M Porto | 17 Setembro a 13 Outubro

Colectiva MUSO Art Gallery | 10 Setembro a 15 Outubro

Individual Casa da Cultura de Paredes | 2 a 30 Julho 

Colectiva Galeria Geraldes da Silva | 21 maio a 9 Junho

Individual Galeria Piso Dois, Felgueiras.

Individual Centro de Cultura e Congressos da Ordem dos Médicos, Porto 

Colectiva Biblioteca Municipal Rocha Peixoto, Póvoa de Varzim

2021

Individual Ap’Arte Galeria.

2020

Individual Atmosfera M Porto.

2019

Casa Agrícola Restaurante.

3ª Bienal Internacional de Arte Gaia.

2018

Casa Agrícola Restaurante.

Individual Ap’Arte Galeria.

Flâneur livraria.

Casa da Música.

2017

Vera Lúcia Galeria.

Casa da Música.

2ª Bienal Internacional de Arte Gaia.

Colectiva Mendo Galeria.

Colectiva Ap’Arte Galeria.

2016

Colectiva Baganha Galeria.